# Lukinski
Lukinski (en rus: Лукинский) és un poble de Baixkíria, a Rússia, que en el cens del 2010 tenia 14 habitants. Pertany al districte d'Arkhànguelskoie.